# مرغ مگس شکم‌بنفش

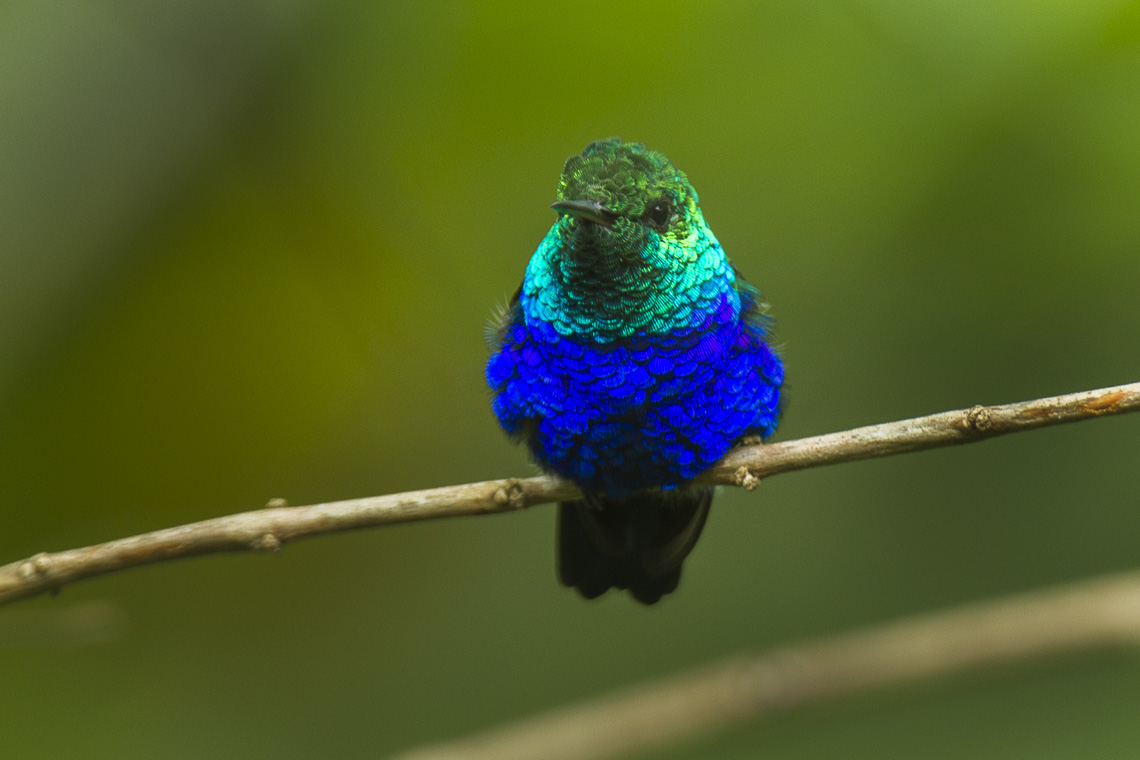
یک مگس‌مرغ شکم‌بنفش نر روی شاخه درخت نشسته‌است.

مرغ مگس شکم‌بنفش یک گونه از خانوادهٔ مگس‌مرغان است که با شکم بنفش درخشان در نر مشخص می‌شود.

## پراکندگی و زیستگاه
مرغ مگس شکم‌بنفش در مرکز پاناما، و سپس از طریق کلمبیا تا جنوب غربی اکوادور و منتهی الیه شمال غربی پرو امتداد یافته‌است. زیرگونه‌های مختلف زیستگاه‌های متفاوتی در این محدوده دارند. هیچ‌کدام از آن‌ها مهاجرت فصلی را تجربه نمی‌کنند. این گونه در زیراشکوب جنگل‌های خزان‌کننده نمناک، لبه‌های جنگلی و جنگل‌های رشد مجدد وجود دارد.